# EEPROM
EEPROM (англ Electrically erasable programmable read-only memory) е енергонезависима препрограмируема памет с електрически запис и електрическо изтриване. Използва се в компютрите за съхранение на малки обеми от данни. За по-големи обеми информация са по-удобни енергонезависими памети като например USB флаш.
Физическата реализация е под формата на чип. Структурата на запомнящия елемент е подобна на тази при EPROM, с тази разлика, че съществува уникално изтъняване на подгейтовия окисен слой в областта на дрейна. Записът на информация се осъществява подобно на EPROM, а изтриването се извършва, като към дрейна се приложи положително изтриващо напрежение, при зададен адресен гейт. В резултат на това през локалното изтъняване на подгейтовия окисен слой протича ток и се разсейва захранващия заряд. Изтриването се извършва или по редове, или по блокове в матрицата. Паметите EEPROM са унифицирани в серията 28.